# Mostîșce, Peremîșleanî
Mostîșce (în ucraineană Мостище) este un sat în comuna Strilkî din raionul Peremîșleanî, regiunea Liov, Ucraina.

## Demografie
Componența lingvistică a localității Mostîșce
     Ucraineană (100%)
Conform recensământului din 2001, toată populația localității Mostîșce era vorbitoare de ucraineană (100%).